# Аббатство святого Марциала
Аббатство святого Марциала, также Аббатство Сен-Марсья́ль (фр. Abbaye Saint-Martial) — бенедиктинский монастырь в Лиможе, один из центров литературно-музыкального творчества в средневековой Европе. Упразднённый во время Французской революции, был разрушен в 1794 году и до наших дней не сохранился. Обнаруженная во время раскопок 1960 года крипта Святого Марциала внесена в список исторических памятников Франции.

## Исторический очерк
Аббатство было основано в 848 году на месте захоронения Марциала, первого епископа Лиможа, почитаемого католиками в лике святых (мозаика над его гробницей датируется примерно тем же временем). В том же IX веке был основан скрипторий с библиотекой. Расцвет аббатства пришёлся на XI—XII века, когда оно стало важнейшим центром искусств в Аквитании и в западной Европе в целом. О роскоши монастыря того времени свидетельствуют сохранившиеся образцы церковной утвари с лиможской эмалью, изготовленные местными мастерами.
В эпоху Средневековья в аббатстве, обладавшем солидной библиотекой, трудилось немало историков и хронистов, наиболее известными из них являются Адемар Шабанский (988—1034), Годфруа де Вижуа (ум. 1184) и Бернар Итье (1163—1225).
В истории музыки особенно значимы достижения аббатства в развитии многоголосной композиции. Считается, что именно здесь около 1100 года был впервые внедрён мелизматический органум и другие многоголосные жанры (отсюда принятое у музыковедов их обобщённое название — «аквитанская полифония»). Велики заслуги Сен-Марсьяля и в области сохранения григорианской традиции. Здесь был составлен знаменитый у медиевистов градуал Сент-Ирье (St. Yrieix) — образец аквитанской невменной нотации.

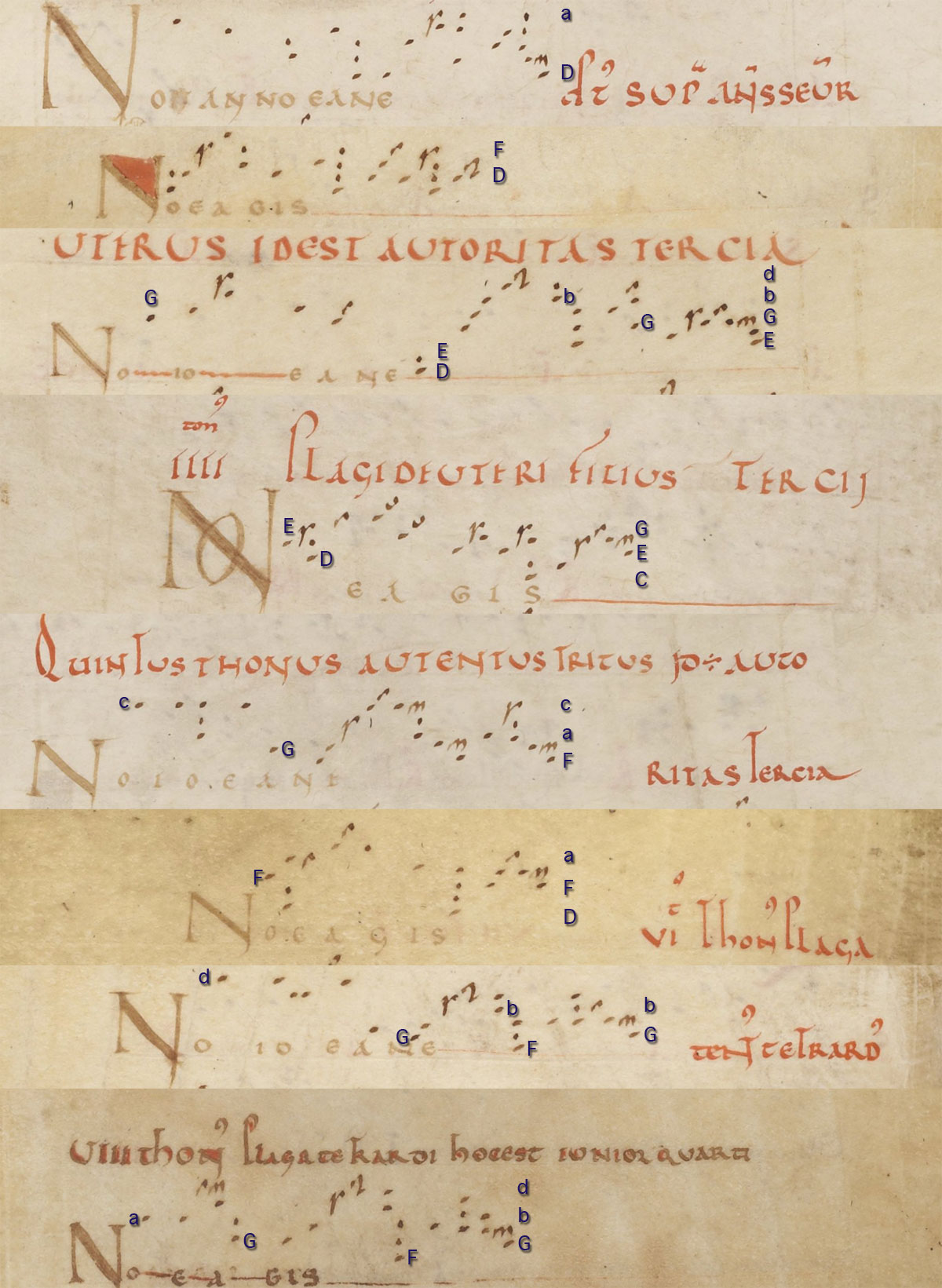
Тонарий XI века из аббатства св. Марциала (рукопись F-Pn lat. 909, ff. 151r-154r)

Начиная с X века в Сен-Марсьяле процветала поэтическая обработка монодических церковных распевов известная как тропирование и секвенцирование. В тропарии аббатства (ныне хранится в Национальной библиотеке под сигнатурой lat. 1240; около 930 г.) содержится одна из древнейших дошедших до наших дней секвенций, так называемый «Лебединый плач» (лат. Planctus cygni). Из тропов cantus planus в XI веке в Сен-Марсьяле родилась латинская строфическая песня (оригинальный термин — versus), которая вначале была монодической, а затем (в XII веке) продолжила существование в полифонической форме.
Древнейшие сохранившиеся рукописи трубадуров (стихи и нотированная музыка), как считается, также происходят из библиотеки аббатства (ныне в Национальной библиотеке Франции).

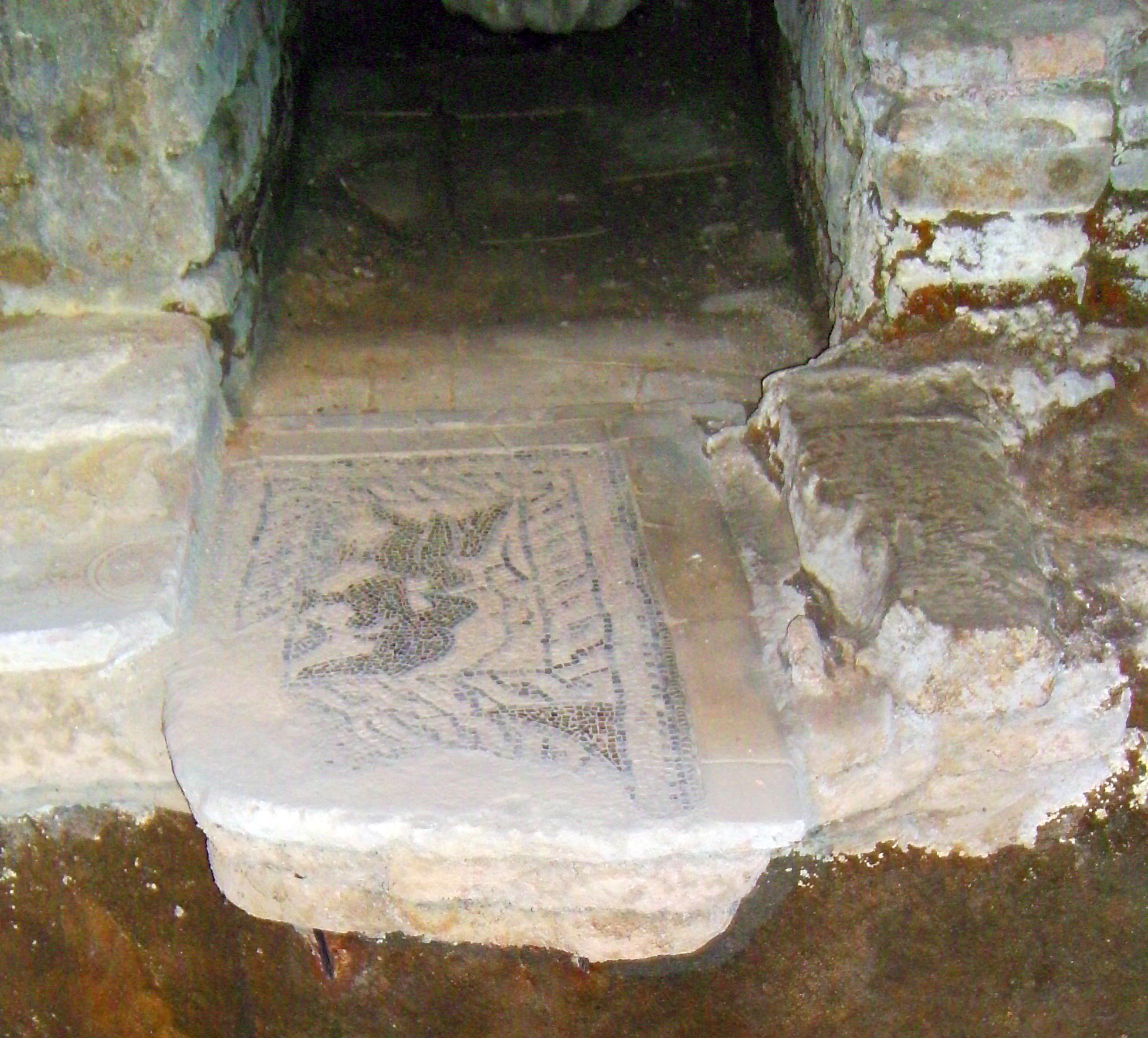
Мозаика в крипте св. Марциала

Во времена Французской революции аббатство было упразднено и разорено. Часть древней монастырской библиотеки была оставлена в Лиможе (ныне Мультимедийная франкоязычная библиотека), часть была передана в центральную Парижскую библиотеку. Здания монастыря были уничтожены в 1807 году, а на их месте воздвигнута городская Площадь Республики (Place de la République).
В результате археологических раскопок 1960 года была обнаружена крипта X века, в которой ныне покоятся останки Св. Марциала. Крипта внесена в список исторических памятников Франции.